# Kotoku
Imperador Kōtoku (孝徳天皇, Kōtoku-tennō, 597 — 24 de novembro de 654) foi o 36º Imperador do Japão, na lista tradicional de sucessão.

## Vida
Antes da sua ascensão ao trono, seu nome era  Ame-Yorozu Toyo-hi, também chamado de Karu.
O Imperador Kōtoku reinou de 645 a 654, dois dias depois do Príncipe Naka-no-Ōe (futuro Imperador Tenji) assassinar Soga no Iruka, na Corte da Imperatriz Kogyoku. A Imperatriz queria abdicar o trono em favor de seu filho e príncipe herdeiro, Naka-no-Ōe, mas Naka insistiu que Kōtoku deveria subir ao trono. Assim Kōtoku inicia seu reinado aos 49 anos de idade.
Em 645, mandou construir uma nova cidade chamada Naniwa (atual Osaka), e mudou  a capital da Província de Yamato para essa nova cidade. A nova capital tinha um porto marítimo e estava mais capacitada para o comércio exterior e para atividades diplomáticas. Também nesse mesmo ano promulgou a Reforma Taika. Estabelecendo o sistema hasshō kyakkan (oito ministérios e cem cargos).
Durante o reinado do Imperador Kōtoku, o Príncipe Naka-no-Ōe foi o líder de fato do governo. Em 653, propôs mudar novamente a capital para Yamato, mas o imperador não quis. O príncipe ignorou a ordem e transferiu a capital, indo em sua companhia a maioria dos nobres da corte, incluindo a Imperatriz Hashihito. O Imperador foi abandonado no Palácio de Naniwa e faleceu no ano seguinte por causa de uma enfermidade.
Após sua morte, o Príncipe Naka-no-Ōe não quis ascender al trono, e pediu a sua mãe, que retornasse ao trono com o nome de Imperatriz Saimei.
O Imperador Kōtoku é tradicionalmente venerado em um memorial no santuário xintoísta em Osaka. A Agência da Casa Imperial designa este local como Mausoléu de Kōtoku. E é formalmente chamado de Ōsaka-no-shinaga no misasagi.

## Daijō-kan
- Sadaijin: Abe no Uchimaro[5] -   (645 – 649).
- Sadaijin: Kose no Tokuta[5] -   (649 – 654).
- Udaijin: Soga no Kurayamada[5] -  (645 – 649).
- Udaijin: Ōtomo no Nagatoko[5] -  (649 – 651).
- Naidaijin: Nakatomi no Kamatari[5] -  (645 – 654).